# Cody Ross
Cody Joseph Ross (né le 23 décembre 1980 à Portales, Nouveau-Mexique, États-Unis) est un voltigeur de la Ligue majeure de baseball qui est présentement agent libre.
Il est élu joueur par excellence de la Série de championnat de la Ligue nationale en 2010, alors que les Giants de San Francisco triomphent de Philadelphie. Il est un des champions de la Série mondiale 2010 avec San Francisco.

## Carrière

### Débuts dans les majeures
Cody Ross est repêché en quatrième ronde par les Tigers de Detroit en 1999. Il joue son premier match dans les majeures avec les Tigers le 4 juillet 2003. Il ne joue que six parties avec le club. À son dernier match, le 2 septembre 2003, il frappe son premier circuit dans les majeures, un coup réussi contre le lanceur étoile Cliff Lee, des Indians de Cleveland. Le 1er avril 2004, il est échangé aux Dodgers de Los Angeles pour le lanceur Steve Colyer. Il passe les saisons 2004 et 2005 dans les mineures, ne jouant que 14 parties avec Los Angeles en 2005.
L'année 2006 est la saison recrue de Ross. Après l'avoir amorcée chez les Dodgers, il passe aux Reds de Cincinnati pour le lanceur Ben Kozlowski le 24 avril. 

### Marlins de la Floride
Son séjour chez les Reds est bref (deux parties à peine) puisque les Marlins de la Floride rachètent son contrat le 26 mai. Ross apparaît dans 91 matchs pour les Marlins, pour un total de 101 matchs joués en 2006. Il maintient une moyenne au bâton de ,293 avec 13 coups de circuit et 46 points produits.
Le voltigeur évolue pour la Floride jusqu'en 2010. Sa moyenne au bâton est de ,335, mais en seulement 66 parties en 2007. En 2008, il cogne 22 circuits et produit 73 points. Il améliore ses statistiques offensives au cours de la saison 2009 avec 24 circuits et 90 points produits. Ces totaux, de même que ses 151 coups sûrs durant l'année, sont des records personnels.
Le 10 mai 2010, Ross accomplit un vol du marbre dans une victoire des Marlins sur les Cubs de Chicago, à Wrigley Field.

### Giants de San Francisco

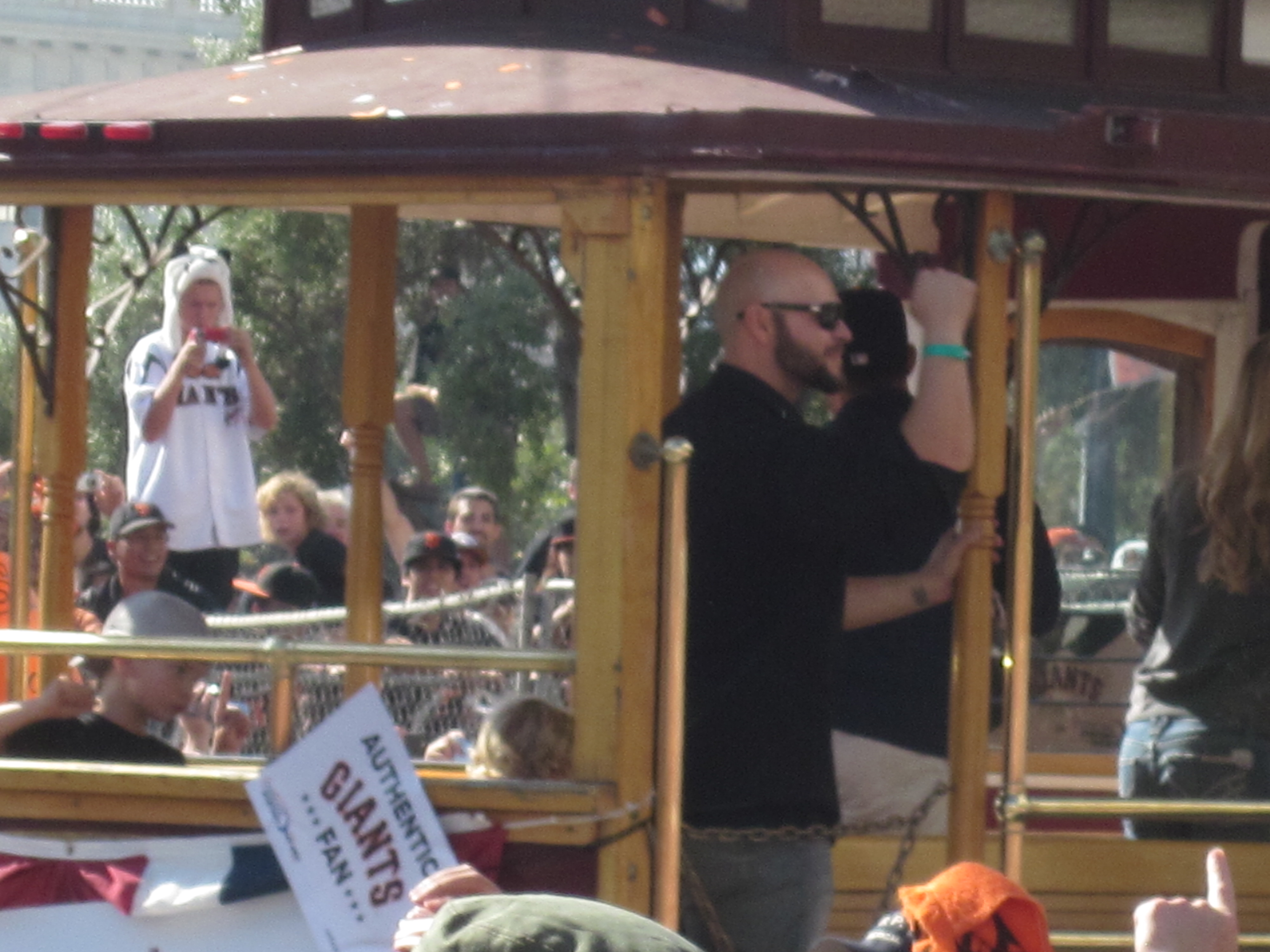
Cody Ross à San Francisco avec ses coéquipiers des Giants lors du défilé des champions de la Série mondiale 2010.

Le 22 août 2010, Cody Ross est réclamé au ballottage par les Giants de San Francisco. Ross est réclamé principalement parce que les Giants veulent empêcher leurs rivaux de division, les Padres de San Diego, de faire de même en fin de saison. 
Les Giants remportent le championnat de la division Ouest devant les Padres, et Ross s'avère particulièrement utile en séries éliminatoires : il produit le point qui permet aux Giants d'éliminer les Braves d'Atlanta en Série de division, puis en Série de championnat de la Ligue nationale contre Philadelphie, il connaît un match de deux coups de circuit dans le premier affrontement entre les deux clubs, puis ajoute un autre circuit dans la seconde partie. Avec une moyenne de puissance record de ,950 pour une Série de championnat de six parties, Cody Ross reçoit le trophée Warren C. Giles remis au joueur par excellence de la Série de championnat de la Ligue nationale. Avec sept coups sûrs en 20 présences au bâton face aux Phillies, dont trois doubles et trois coups de circuit, Ross affiche une moyenne au bâton de ,350. Il a produit cinq points et en a marqué quatre. Ses six coups sûrs de plus d'un but constituent un record dans une Série de championnat de six parties de la Ligue nationale, et ne sont qu'un de moins que le record de la finale de la Ligue nationale, établi en 1996 par Javy Lopez avec les Braves.
Récompensé d'un nouveau contrat de 6,3 millions de dollars pour un an par les Giants, il connaît une difficile saison 2011 en offensive avec 14 circuits, 52 points produits et une moyenne au bâton de ,240 en 121 parties jouées.

### Red Sox de Boston
Le 26 janvier 2012 il signe un contrat de trois millions de dollars pour un an avec les Red Sox de Boston. Ross rebondit avec une bien meilleure saison qu'en 2011. Il frappe 22 circuits et produit 81 points durant l'année 2012 avec Boston. Sa moyenne au bâton s'élève à ,267 en 130 parties et sa moyenne de puissance de ,481 est sa plus élevée depuis 2008. Il ajoute 34 doubles, son second plus haut total en carrière après les 37 réussis pour les Marlins en 2009.

### Diamondbacks de l'Arizona
Le 22 décembre 2012, Cody Ross signe un contrat de trois saisons et une année d'option avec les Diamondbacks de l'Arizona.
Ross passe du temps sur la liste des joueurs blessés au début de sa première campagne en Arizona après s'être blessé au mollet gauche durant l'entraînement de printemps et sa saison prend fin début août après qu'il s'est disloqué la hanche. Entre les deux événements, il dispute 94 matchs des Dbacks et frappe pour, 278 avec huit circuits et 38 points produits.
Ross est libéré par les Diamondbacks en avril 2015, à la fin de l'entraînement de printemps.

### Athletics d'Oakland
Ross rejoint les Athletics d'Oakland le 8 avril 2015. Après neuf matchs joués, il est libéré le 3 mai